# 7392 Kowalski
7392 Kowalski eller 1984 EX är en asteroid i huvudbältet som upptäcktes den 6 mars 1984 av den amerikanske astronomen Edward L.G. Bowell vid Anderson Mesa Station. Den är uppkallad efter den amerikanske astronomen Richard Kowalski.